# Parklea, New South Wales
Parklea este o suburbie în Sydney, Australia.